# Югославска младеж на Вардарската бановина
Югославска младеж на Вардарската бановина (на сръбски: Југословенска омладина Вардарске бановине) е краткотрайна младежка организация във Вардарската бановина на Кралство Югославия, основана на 10 януари 1931 година, според Данчо Зографски „с благословията и финансовата подкрепа от банът Жика Лазич“. Първи председател на организацията е д-р Петър Здравев, а последен Любомир Маркович. Членове на организацията са и д-р Милош Яковлевич, Кирил Жерновски и д-р Глигор Муратовски. Според Мире Анастасов в организацията има и просръбски и пробългарски настроени членове. Според Данчо Зографски членството на организацията „се състоеше само от десетина буржоазни интелектуалци и кариеристи в Скопие“. Организацията има секция и в Белградския университет, която преди това е отделно Дружество на студентите на Вардарската бановина на Белградския университет.
Историкът Иван Катарджиев свързва организацията с усилия на властите да сърбизират населението чрез „интегрално югословенство“. Също според него няколко години преди появата на тази организация, дори и преди Шестоянуарската диктатура от 1929 година, „някои части в македонската чаршия започват да свързват интересите си със съществуващата държава“. Организацията, според Катарджиев, е краткотрайна, едно защото тя трябва да бъде само част от организация на младежта на Югославия, която не е осъществена, а друго защото отношенията между Югославия и България се подобряват, така че пространството за дейност на организацията е стеснено.